# Általános intellektus
Az általános intellektus (marxista kifejezés) a technológiai szakértelem és a társadalmi tudás kombinációja, melynek fontossága növekszik a társadalmi szervezet gépesítésével. Karl Marx nézete szerint az általános intellektus döntő termelőerővé válik, melyet A politikai gazdaságtan bírálatának alapvonalai [Grundrisse] című művében körvonalazott:
„A természet nem épít gépeket, nem épít mozdonyokat, vasutakat, elektromos távírókat, szelfaktorokat stb. Ezek az emberi iparkodás termékei; természeti anyag, az emberi akaratnak a természet feletti szerveivé vagy a természetben való tevékenykedésének szerveivé változtatva. Az emberi agynak az emberi kéz alkotta szervei; tárgyiasult tudás-erő. Az állótőke fejlődése jelzi, hogy milyen fokig vált az általános társadalmi tudás, ismeret, közvetlen termelőerővé, és ezért milyen fokig kerültek magának a társadalmi életfolyamatnak a feltételei az általános intellektus ellenőrzése alá és vannak neki megfelelően átformálva. Milyen fokig vannak a társadalmi termelőerők termelve, nemcsak a tudás formájában, hanem mint a társadalmi gyakorlat, a reális életfolyamat közvetlen szervei.”

## Fordítás
- Ez a szócikk részben vagy egészben a General intellect című angol Wikipédia-szócikk ezen változatának fordításán alapul.  Az eredeti cikk szerkesztőit annak laptörténete sorolja fel. Ez a jelzés csupán a megfogalmazás eredetét és a szerzői jogokat jelzi, nem szolgál a cikkben szereplő információk forrásmegjelöléseként.